# أديلتشي باراتونو
أديلتشي باراتونو (بالإيطالية: Adelchi Baratono)‏ (فلورنسا، 8 أبريل 1875 - جنوة، 28 سبتمبر 1947) كان فيلسوفًا إيطاليًا وسياسيًا وأكاديميًا، وكان أحد أهم الدعاة للحزب الاشتراكي الإيطالي في فترة ما بين الحربين.

## السيرة الذاتية
عاش من شبابه في جنوة، حيث أكمل دراسته. تخرج في الفلسفة مع البروفيسور ألفونسو Asturaro، فيلسوف اشتراكي التوجه الوضعية. وهو أول مدرس ثانوي في هذه المدينة وفي سافونا، ثم أستاذ جامعي، وكذلك في جنوة، وكذلك في كالياري وميلانو.
انضم باراتونو إلى PSI فور تأسيسه وفي عام 1910 تم انتخابه مستشارًا لمدينة في سافونا، وانضم إلى الجناح الذي لا هوادة فيه في جدال قوي مع الإصلاحيين. انضم إلى قيادة الحزب الوطني في يناير 1920.
بعض المعارك السياسية ترى أنه يبرز كشخصية قيادية في الاشتراكية الإيطالية، مثل تلك التي يحملها باراتونو مع جياسينتو مينوتي سيراتي الذي يقود الكسر الشيوعي الوحدوي في كونغرس ليفورنو في 15 يناير 1921. قبول مع احتياطي من 21 نقطة في موسكو الشيوعية الدولية يحدد الانقسام المثيرة والخروج من الشيوعيين من الحزب الاشتراكي. لا يزال مع Serrati، قدم الحركة المتطرفة في المؤتمر في 15 أكتوبر 1921. في نفس العام، أصبح نائبًا في عام 1921 للهيئة التشريعية السادسة والعشرين.
تم تأكيده للمرة الثالثة كعضو في المديرية الاشتراكية، في حين أن الأغلبية القصوى موجهة نحو انقسام الإصلاحيين، فإن باراتونو في مؤتمر روما عام 1922 يدعم بقوة الوحدة، خوفًا من ظهور قوى فاشية. بعد مؤتمر روما، انضم باراتونو إلى الحزب الاشتراكي الموحد لفيليبو توراتي وجياكومو ماتيوتي، ومنذ عام 1923 أصبح متعاونًا جادًا في النقد الاجتماعي.
في عام 1926، لا يزال باراتونو يتعاون مع مجلة كوارتو ستاتو للكارلو روسيلي وبيترو نيني. ثم مع توطيد النظام الفاشي، انخفض دوره كنائب، وكرس نفسه حصريًا للتعليم الجامعي ودراساته الفلسفية.
في عام 1931 اقترح بييرو مارتينيتي، الذي تم ترشيحه للسلطة لرفضه أقسم الولاء للفاشية، أن يكون خليفة له لتدريس الفلسفة في جامعة ميلانو.
Baratono العودة إلى النشاط السياسي بعد التحرير، مع التعاون على ' التالي! (موجه في ذلك الوقت من قبل تلميذه السابق ساندرو بيرتيني ) يستأنف دراسته للنقد الماركسي.